# Mongolenlerche

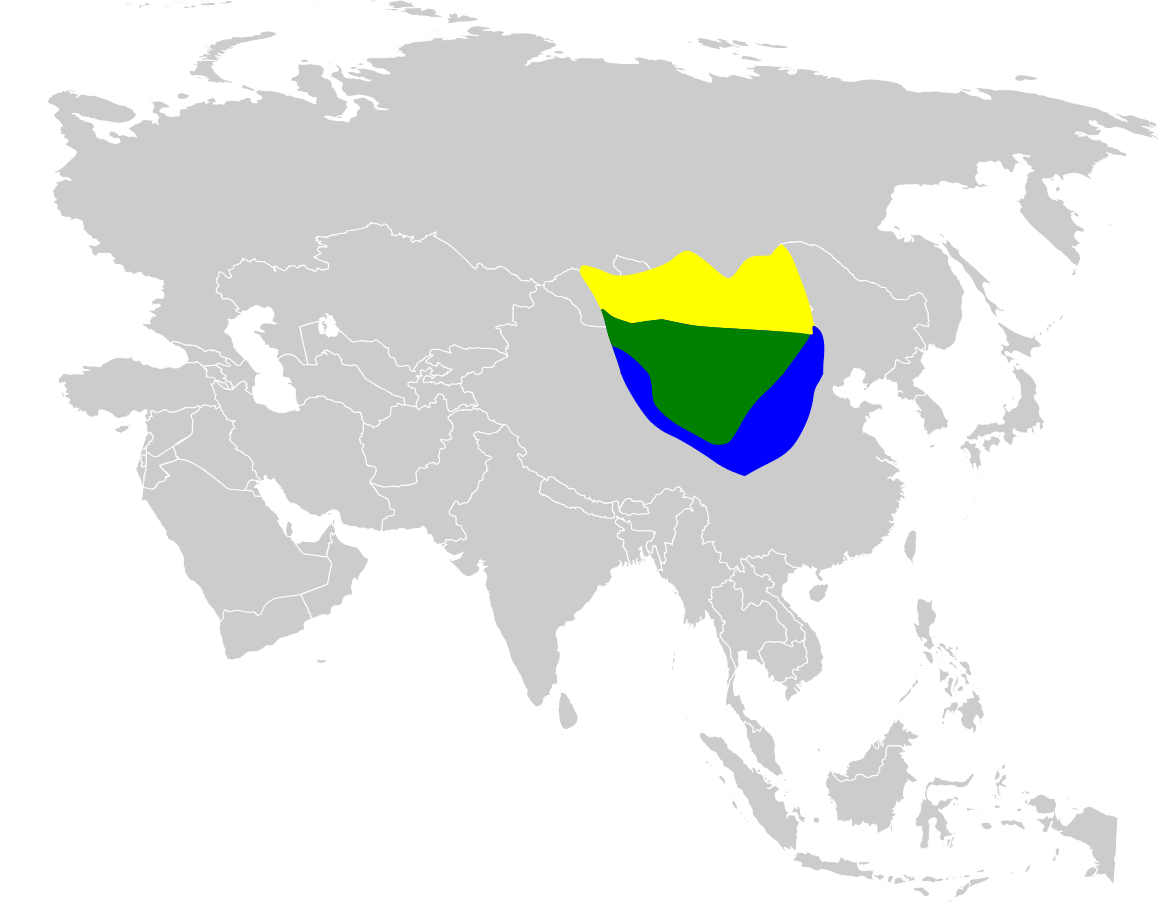
Verbreitungsgebiet der Mongolenlerche
Brutgebiete
Ganzjähriges Vorkommen
Überwinterungsgebiete

Die Mongolenlerche (Melanocorypha mongolica) ist eine große, helle Art aus der Familie der Lerchen. Ihr Verbreitungsgebiet ist Zentralasien. Es werden zwei Unterarten unterschieden.
Die Bestandssituation der Mongolenlerche wird von der IUCN mit ungefährdet (least concern) eingestuft.
Mongolenlerchen gehören zu den Arten, die mit ihrem Gesang zahlreiche andere Vogelarten nachahmen. Sie wurden in Peking noch in den 1920er Jahren zu zehntausenden auf den Märkten gehandelt und wegen ihres variantenreichen Gesanges „Hundert Melodien“ genannt.

## Merkmale
Die Mongolenlerche erreicht eine Körperlänge von 19 Zentimetern, wovon 6,7 bis 8,6 Zentimeter auf den Schwanz entfallen. Die Schnabellänge beträgt vom Stirnfederansatz aus gemessen 1,5 bis 1,7 Zentimeter. Sie wiegen etwa 60 Gramm. Es besteht kein auffallender Geschlechtsdimorphismus.
Die Stirn, der Scheitel sowie die Scheitelseiten sind dunkel rostbraun bis hellbraun. Der Hinterkopf und der Nacken sind heller, der Nacken ist durch einen weißlichen Strich vom Rückengefieder abgegrenzt. Der Rücken und der Bürzel sind graubraun mit einer Längsstrichelung. Die Oberschwanzdecken sind rotbraun.
Über dem Auge verläuft ein auffälliger, weißlicher Überaugenstreif, der erst am Hinterkopf endet. Das Kinn und die obere Kehle sind reinweiß, darunter verläuft ein schmales schwarzes Kropfband. Die Vorderbrust ist hell rotbraun, die übrige Körperunterseite ist weiß. Die Handschwingen sind braun bis schwarz mit einem zunehmenden Weißanteil auf der Innenfahne und weißen Federspitzen von der vierten bis zur ersten Handschwinge. Die Armschwingen sind dagegen überwiegend weiß, so dass bei zusammengelegten Flügeln eine weiße Flügelbinde entsteht. Das mittlere Steuerfederpaar ist dunkel rotbraun, die übrigen Steuerfedern sind braunschwarz bis schwarz mit einem zunehmenden Weißanteil an Federspitze Außenfahne. So ist die fünfte Steuerfeder neben der weißen Federspitze auf der Außenfahne weiß gesäumt. Bei der sechsten Steuerfeder dagegen ist die Außenfahne weiß, auf der Innenfahne befindet sich von der Spitze her ein etwa vier Zentimeter langer, keilförmiger weißer Bereich. Die übrige Innenfahne dagegen ist schwarz.
Der obere Schnabel ist dunkel horngrau, der Unterschnabel dagegen weißlich gelb. Die Iris ist braun.

## Verwechselungsmöglichkeiten
In ihrem Verbreitungsgebiet ist die Mongolenlerche auf Grund ihrer Größe, ihres Kropfbandes und des Weißanteils bei den Schwingen unverwechselbar. Sie weist zwar eine Ähnlichkeit mit der Kalanderlerche auf. Diese auch in Südeuropa vorkommende Lerchenart kommt jedoch nicht östlicher als Turkmenistan vor. Bei der Weißflügellerche, die bis in den Südwesten der Mongolei vorkommt, dagegen fehlt das Kropfband.

## Verbreitungsgebiet, Unterarten und Lebensraum
Das Verbreitungsgebiet der Mongolenlerche liegt etwa zwischen dem 34. und 51. nördlichen Breitengrad und dem 93. und 124. östlichen Längengrad. Zum Verbreitungsgebiet gehört entsprechend die Mongolei, die südöstliche Transbaikalregion und der Nordosten Chinas. Der Lebensraum sind Grasland, steinige Hochplateaus und Sumpfgelände.

## Lebensweise
Die Mongolenlerche frisst Sämereien und Insekten. Wie alle Lerchenarten ist die Mongolenlerche ein Bodenbrüter. Die Brutzeit fällt in die Monate Mai und Juni. Das Gelege besteht aus drei bis fünf Eiern.

## Einzelbelege
1. 1 2  Pätzold: Kompendium der Lerchen. S. 231.
2. ↑  Pätzold: Kompendium der Lerchen. S. 228.